# Podospongia
Podospongia is een geslacht van diepzeesponzen binnen de familie der Podospongiidae. De wetenschappelijke naam werd voor het eerst gepubliceerd door José Vicente Barbosa du Bocage in 1869. Barbosa du Bocage had aanvankelijk in 1868 de geslachtsnaam Lovenia gebruikt, maar deze bleek reeds in gebruik te zijn voor een geslacht van stekelhuidigen.

## Soorten[2]
- Podospongia colini Sim-Smith & Kelly, 2011
- Podospongia india (de Laubenfels, 1934)
- Podospongia lovenii Barboza du Bocage, 1869
- Podospongia natalensis (Kirkpatrick, 1903)
- Podospongia similis Lévi, 1993
- Podospongia virga Sim-Smith & Kelly, 2011